# Grecja na Letnich Igrzyskach Olimpijskich 2008
Grecję na Letnich Igrzyskach Olimpijskich 2008 reprezentowało 156 zawodników
Był to 26. start reprezentacji Grecji na letnich igrzyskach olimpijskich. Grecja uczestniczyła we wszystkich letnich igrzyskach olimpijskich czasów nowożytnych.

## Zdobyte medale
| Medal  | Zawodnik                                            | Dyscyplina    | Konkurencja                           |
| ------ | --------------------------------------------------- | ------------- | ------------------------------------- |
| Srebro | Dimitris Mujos Wasilis Polimeros                    | Wioślarstwo   | dwójka podwójna wagi lekkiej mężczyzn |
| Srebro | Aleksandros Nikolaidis                              | Taekwondo     | powyżej 80 kg mężczyzn                |
| Brąz   | Sofia Bekatoru Sofia Papadopulu Wirjinia Krawarioti | Żeglarstwo    | klasa Yngling kobiet                  |
| Brąz   | Chrisopiji Dewedzi                                  | Lekkoatletyka | trójskok kobiet                       |